# Enrico V (film 1944)
Enrico V (The Chronicle History of King Henry the Fifth with His Battell Fought at Agincourt in France) è un film del 1944 co-prodotto, co-scritto, diretto e interpretato da Laurence Olivier e tratto dall'omonima opera teatrale di William Shakespeare.
Si tratta del primo adattamento cinematografico shakespeariano di Olivier, a cui seguiranno Amleto (1948) e Riccardo III (1955).

## Trama
Il film riprende il dramma storico shakespeariano sottolineando fortemente la teatralità del soggetto. Inizialmente, infatti, si presenta come un film di teleteatro, ambientando la scena nel corso di una rappresentazione di teatro elisabettiano all'interno del Globe Theatre. La recitazione degli attori, i costumi e il trucco sono fortemente caratterizzati da una voluta sottolineatura della finzione teatrale.
Enrico V, giovane re d'Inghilterra, su consiglio di alcuni ecclesiastici, dichiara guerra alla Francia per rivendicarne i diritti sulla corona della quale è erede secondo quanto dichiarato dalla legge salica. Carlo VI di Francia si oppone alla richiesta ed Enrico dichiara guerra.
L'ambientazione si sposta poi, su suggerimento del coro, all'esterno delle mura del teatro, mostrando le truppe inglesi in partenza da Southampton in direzione della corte francese a Rouen.
La battaglia sembra impari: l'esercito inglese è numericamente inferiore rispetto a quello avversario, e la stanchezza per la presa della città di Harfleur sembra aver sfiancato le truppe di Enrico. Quest'ultimo si aggira preoccupato, la notte prima dello scontro finale con i francesi nei pressi di Agincourt, per l'accampamento: parla con i suoi soldati, celando la propria identità, per testarne lo spirito. Certo dello sconforto delle truppe, invoca l'aiuto del Signore per la vittoria. Si scatena quindi la battaglia di Azincourt, che vede vittoriosi proprio gli inglesi, i quali subiscono venticinque perdite contro le diecimila dell'esercito francese, il quale aveva sottovalutato l'avversario.
Enrico V entra così trionfalmente alla corte di Francia, dove reclama la corona e una promessa di matrimonio con la cugina Caterina. La firma del trattato di Troyes da parte di Carlo VI lo dichiara re di Francia e d'Inghilterra.
La scena si sposta di nuovo nel teatro, chiudendo il film nel mezzo della promessa di matrimonio tra Enrico e Caterina.

## Riconoscimenti
- 1950 - Nastro d'argento
  - Nastro d'argento al regista del miglior film straniero
- Premio Oscar
  - Oscar speciale ad Olivier per la trasposizione dell'opera
- National Board of Review Awards 1946
  - Miglior film
  - Miglior attore (Laurence Olivier)

Nel 1999 il British Film Institute l'ha inserito al 18º posto della lista dei migliori cento film britannici del XX secolo.